# Covenant Chain

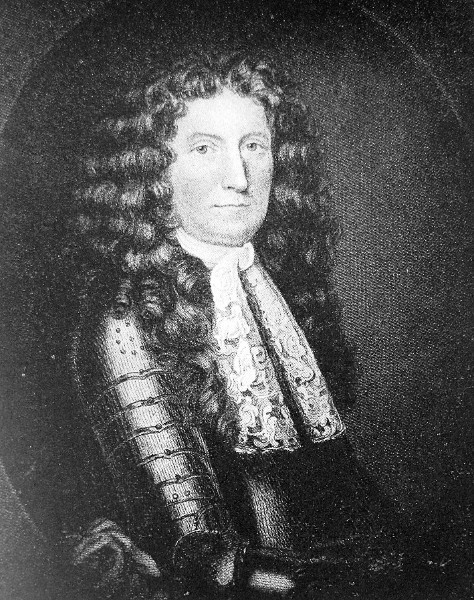
Gouverneur Sir Edmund Andros

Der Covenant Chain („Bundeskette“) war ein Bündnis zwischen den englischen Kolonien in Nordamerika und der Irokesen-Liga. Der Gouverneur der britischen Kolonie New York, Edmund Andros, hatte sich zum Ziel gesetzt, die englische Hegemonie über europäische Kolonisten und Indianer zu festigen. Im Jahr 1677 lud er deshalb die Häuptlinge der Irokesen-Liga nach Albany ein, um sie als Bündnispartner gegen die Franzosen in Neufrankreich zu gewinnen und die Handelsbeziehungen zu den Ureinwohnern zu intensivieren. Als Gegenleistung gab er das Versprechen, die Irokesen vor betrügerischen Landaufkäufern aus den Kolonien zu schützen. Landverkäufe sollten in Zukunft nur noch bei regelmäßigen Treffen des Gouverneurs und der Irokesen-Liga stattfinden. Das Bündnis wurde unter dem Begriff Covenant Chain bekannt. Es verband fortan die Stämme der Liga und die englischen Kolonien freundschaftlich miteinander und bestand bis zur Mitte des 18. Jahrhunderts.